# Фульбе
Фульбе (фульф. 𞤊𞤵𞤤𞤩𞤫, Fulɓe) — справіку скотарський напівкочовий народ, розсіяний більшими або меншими групами майже у всіх країнах Західної та Центральної Африки в смузі субсахарських саван.

## Чисельність і території проживання
Загальна чисельність — 18,2 млн осіб (оцінка на 1987 рік), з них у Нігерії 11 млн осіб, Гвінеї 2,1 млн осіб, Сенегалі 1,15 млн осіб (1,95 млн осіб — дані 1995 року), Малі 1,1 млн осіб, Камеруні 0,93 млн осіб, Нігері 0,63 млн осіб, Буркіна-Фасо 0,55 млн осіб, Гвінея-Бісау 0,18 млн осіб, Беніні 0,15 млн осіб, Мавританії 0,15 млн осіб, Гамбії 0,214 млн осіб та інших країнах регіону.

## Мова і релігія
Розмовляють мовою фульфульде, що належить до західно-атлантичної мовної родини (або за ін. класифікацією до західно-атлантичної підгрупи нігеро-конголезької групи конго-кордофанської сім'ї) і має сильне діалектне членування.
У релігійному відношенні фульбе переважно мусульмани-сунніти. Рівень писемності (90-і р. р. 20 ст.) — 15-25 %.

## Історія
Дослідники влучно називають фульбе «циганами Західного Судану». Щодо походження народу єдиної думки не існує; версії, що є, однозначно хибують на ряд аспектів. Згідно з гіпотезою пращури фульбе переселилися в Західний Судан не пізніше кінця першого тис. з Сахари (?) і найближчими століттями (вже до 15 ст.) стали провідною силою в регіоні, впливаючи на ранньодержавні утворення Гана, Малі, Сонгаї, міста-держави народу хауса. У 19 ст. створили власні феодальні ісламські держави.

## Традиційні заняття
Основне заняття — кочове скотарство (велика рогата худоба). Зараз невеликі групи фульбе осілі й займаються землеробством (сорго, рис, кукурудза, ямс).
Ремесла — чинбарство, ковальство, гончарство, ткацтво, фарбування тканин тощо.

## Культура
Розвинутий фольклор — епос, легенди та перекази, казки, прислів'я та приказки. 
Віра в амулети. Багата танцювальна культура, зокрема чоловічі танці. Традиційне свято — геревол.